# Paragia deceptor
Paragia deceptor är en stekelart som beskrevs av Smith 1862. Paragia deceptor ingår i släktet Paragia och familjen Masaridae. Inga underarter finns listade i Catalogue of Life.